# Coronidia erecthea
Coronidia erecthea är en fjärilsart som beskrevs av John Obadiah Westwood 1879. Coronidia erecthea ingår i släktet Coronidia och familjen Sematuridae. Inga underarter finns listade i Catalogue of Life.